# دينيس ليما دي أسيس
دينيس ليما دي أسيس هو لاعب كرة قدم برازيلي في مركز الوسط، ولد في 29 ديسمبر 1989 في فورتاليزا في البرازيل. لعب مع نادي لي مان.

## وصلات خارجية
- دينيس ليما دي أسيس على موقع قاعدة بيانات كرة القدم.إي يو (الإنجليزية)
- دينيس ليما دي أسيس على موقع Soccerway.com (الإنجليزية)